# Anne Rikta Grobe
Anne Rikta Grobe (* 25. Januar 1972 in Esslingen am Neckar) ist eine deutsche Kinderbuchillustratorin.

## Leben
Anne Rikta Grobe wuchs in Kassel, Australien und Indien auf. Sie studierte 1998 Grafikdesign und Illustration in Hildesheim (Niedersachsen).   Zu ihren Arbeiten gehören Kinderbuchillustrationen für   Verlage, Kliniken (Charité) und Hoteleinrichtungen. Sie erstellte die gesamte Kinderwelt der TUI Dorfhotel Hotelkette "Resie" sowie die Kinderwelt der Naturel Hotels in Österreich. Neben Buchtiteln wie Moppelkönig, Der Kobold in der Mühle, Mein erstes Schnürsenkelbuch illustriert sie für Hör- und Sachbücher. In ihrem Atelier in Gehrden bei Hannover entwirft sie Collagen, Wandbemalungen oder auch Designstoffmuster mit Stempeltechnik. Sie lebt mit ihrem Mann und zwei Kindern bei Hannover.

## Veröffentlichungen (Auswahl)
- Traumstunden: Eine Gute-Nacht-Geschichte in sieben Teilen für junge Leser ab 8.  Verlag Dietloff, Barbara
- Mein erstes Schnürsenkelbuch Illustrationen: Katrin Engelking. Verlag Ravensburger F.X. Schmid
- Der Kobold in der Mühle: Die schönsten Sagen rund um das Schaumburger Land Verlag ContraPunkt Hörbuchverlag
- Der Moppelkönig: Eine unglaubliche Geschichte von Rocco Stark Verlag Magnolia
- Bina Bienchen hilft den Waldtieren: Eine Geschichte zum Vorlesen und Selberlesen Verlag Magnolia
- Bina Bienchen lernt lesen: Eine Geschichte zum Vorlesen und Selberlesen Verlag Magnolia